# طرخشقون أحمر البذور
طرخشقون أحمر البذور (الاسم العلمي:Taraxacum erythrospermum) أو طرخشقون ناعم (الاسم العلمي:Taraxacum laevigatum) هو نوع من النباتات يتبع جنس الطرخشقون من الفصيلة النجمية.